# Hypsophila
Hypsophila is een geslacht van vlinders van de familie Uilen (Noctuidae), uit de onderfamilie Cuculliinae.

## Soorten
- H. alpina Draudt, 1950
- H. jugorum Erschoff, 1874
- H. klapperichi Boursin, 1957
- H. meinhardti Koshantchikov, 1947
- H. tamerlana Staudinger, 1901